# Jesús María de la Villa García
Jesús María de la Villa García (ur. 30 czerwca 1958) – hiszpański szachista i trener szachowy (FIDE Senior Trainer od 2010), arcymistrz od 1999 roku.

## Kariera szachowa
W latach 80. i 90. XX wieku należał do czołówki hiszpańskich szachistów. Dwukrotnie (1988, 1994) reprezentował swój kraj na szachowych olimpiadach, był również dwukrotnym (1985, 1988) indywidualnym mistrzem oraz (1996) – wicemistrzem Hiszpanii.
Jeden z największych międzynarodowych sukcesów w swojej karierze odniósł w 1987 r., samodzielnie zwyciężając w turnieju strefowym rozegranym w Andorze. Dzięki temu w tym samym roku wystąpił w turnieju międzystrefowym w Sziraku, zajmując XVI m.. W kolejnych latach sukcesy osiągnął m.in. w:
- Albacete (1989, dz. I m. wspólnie z Alfonso Romero Holmesem i Manuelem Rivasem Pastorem),
- Palmie de Mallorce (1992, dz. II m. za Władimirem Tukmakowem, wspólnie z Weselinem Topałowem),
- Dos Hermanas (1992, dz. III m. za Leonidem Judasinem i Władimirem Akopianem, wspólnie z Danielem Camporą),
- León (1994, dz. III m. za Aleksandrem Bielawskim i Ljubomirem Ljubojeviciem, wspólnie z Zurabem Azmaiparaszwilim i Peterem Leko),
- Mondariz (1995, dz. I m.),
- Sanxenxo (2006, dz. I m. wspólnie z Antonio Froisem i Ivanem Salgado Lopezem).

Najwyższy ranking w karierze osiągnął 1 stycznia 1996 r., z wynikiem 2525 punktów zajmował wówczas 6. miejsce wśród hiszpańskich szachistów.